# Macieira da Lixa
Macieira da Lixa ist ein Ort und eine ehemalige Gemeinde (Freguesia) im portugiesischen Kreis Felgueiras. Die Gemeinde hatte 1961 Einwohner (Stand 30. Juni 2011).
Am 29. September 2013 wurden die Gemeinden Macieira da Lixa und Caramos zur neuen Gemeinde União das Freguesias de Macieira da Lixa e Caramos zusammengeschlossen. Macieira da Lixa ist Sitz dieser neu gebildeten Gemeinde.